# Isobuten
Isobuten (eller 2-methylpropen) er en hydrocarbon med industriel vigtighed. De er en alken med fire forgreninger, og en af butens fire isomerer. Ved standardbetingelser er det en farveløs brandbar gas.
| Kemi | Spire Denne artikel om kemi er en spire som bør udbygges. Du er velkommen til at hjælpe Wikipedia ved at udvide den. |